# 美郷 (吉野川市)
美郷（みさと）は、徳島県吉野川市の大字。2010年10月1日現在の人口は664人、世帯数は248世帯。郵便番号は〒779-3501〜779-3505。

## 地理
吉野川市の南西部に位置。北を山川町・川島町学、南西を美馬市、南東を名西郡神山町、北東を鴨島町樋山地に接する。
地内中央を国道193号（倉羅バイパス）が通り、国道に並行して一級河川の川田川が流れる。河川流域は天然記念物のゲンジボタルが清流水質の回復と共に戻ってきており、一帯は「美郷のホタルおよび発生地」として国の天然記念物に指定されている。また毎年5月下旬から6月中旬には美郷ほたるまつりが開催される。
地内全域は旧麻植郡美郷村で、2004年（平成16年）に吉野川市が誕生したことにより現在の地名となる。

### 山岳
- 高越山
- 奥野々山
- 樋山地石鎚山

### 河川
- 川田川
- 東山谷川

### 小字

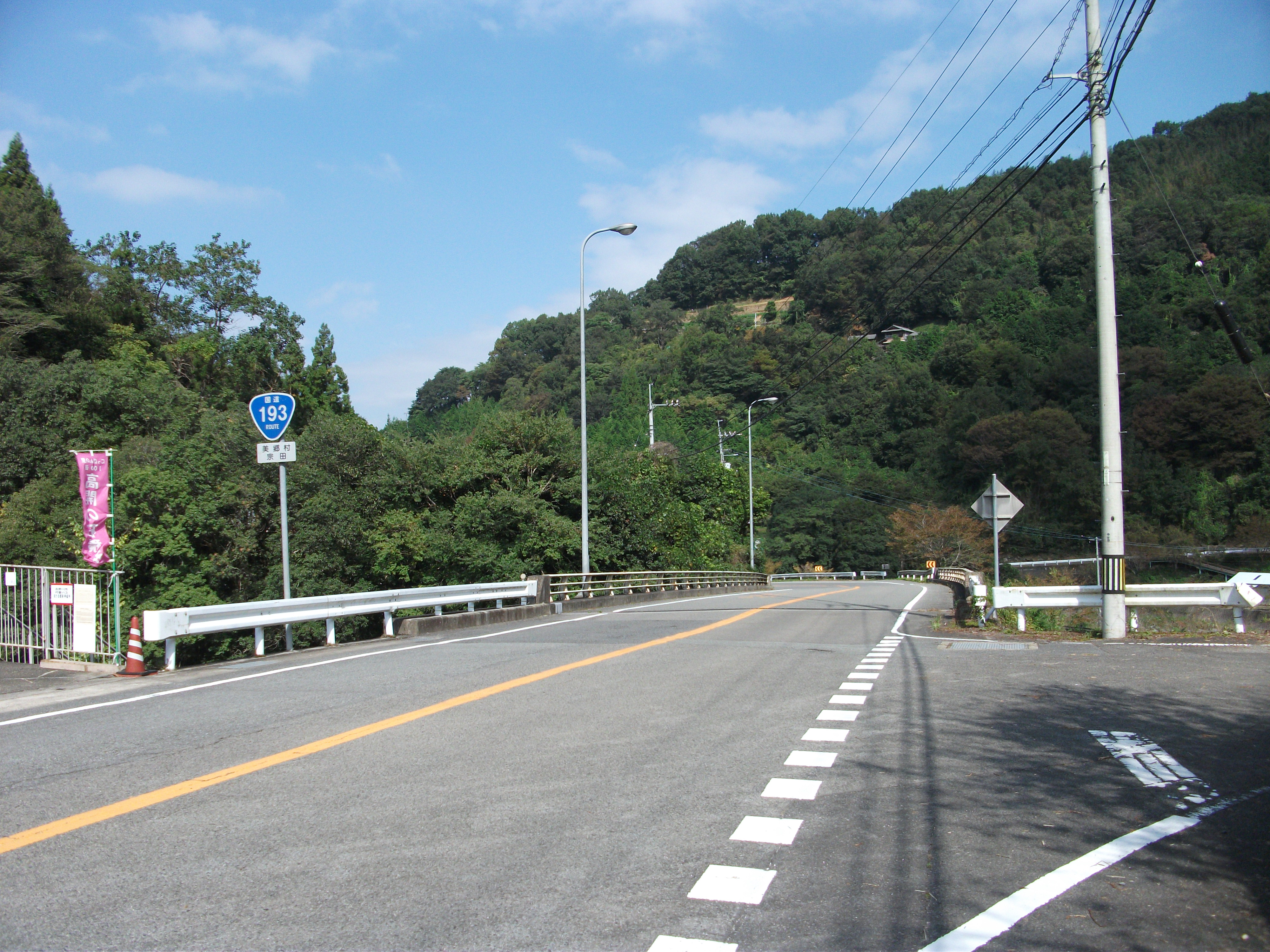
国道193号

| - 愛後 - 穴地 - 一野山 - 恵美子 - 大神 - 大岸 - 大佐古 - 大鹿 - 大野 - 大平 | - 奥分 - 奥丸 - 柿谷 - 樫平 - 上谷 - 川俣 - 川向 - 岸宗 - 倉羅 - 栗木 | - 来見坂 - 暮石 - 毛無 - 古井 - 小竹 - 古土地 - 木屋浦 - 山王 - 重野尾 - 品野 | - 下浦 - 下城戸 - 下畠 - 下林 - 上戸峯 - 菅草 - 平 - 高野尾 - 滝ケ山 - 竹屋敷 | - 田平 - 立石 - 谷向 - 月野 - 照尾 - 土井ノ奥 - 峠 - 栩谷 - 殿河 - 土用地 | - 中筋 - 中谷 - 中畠 - 中分 - 中村中筋 - 西條 - 西谷 - 西畠 - 西槇山 - 刷石 | - 花地 - 張峯 - 張 - 日浦 - 東條 - 東槇山 - 東山峠 - 東 - 槇山 - 松尾 | - 丸山 - 宮倉 - 宗田 - 矢ノ丸 - 湯下 - 湯殿 |  |

## 歴史
- 2004年（平成16年）10月1日 - 麻植郡美郷村が鴨島町・川島町・山川町と合併して吉野川市となり、現在の町名となる。
- 2015年（平成27年）2月 - 美郷地区のマスコットキャラクターとしてほたむんが誕生。
- 「美郷の「宝」を継承！」で、平成18年度手づくり郷土賞（地域活動部門）受賞。

## 施設

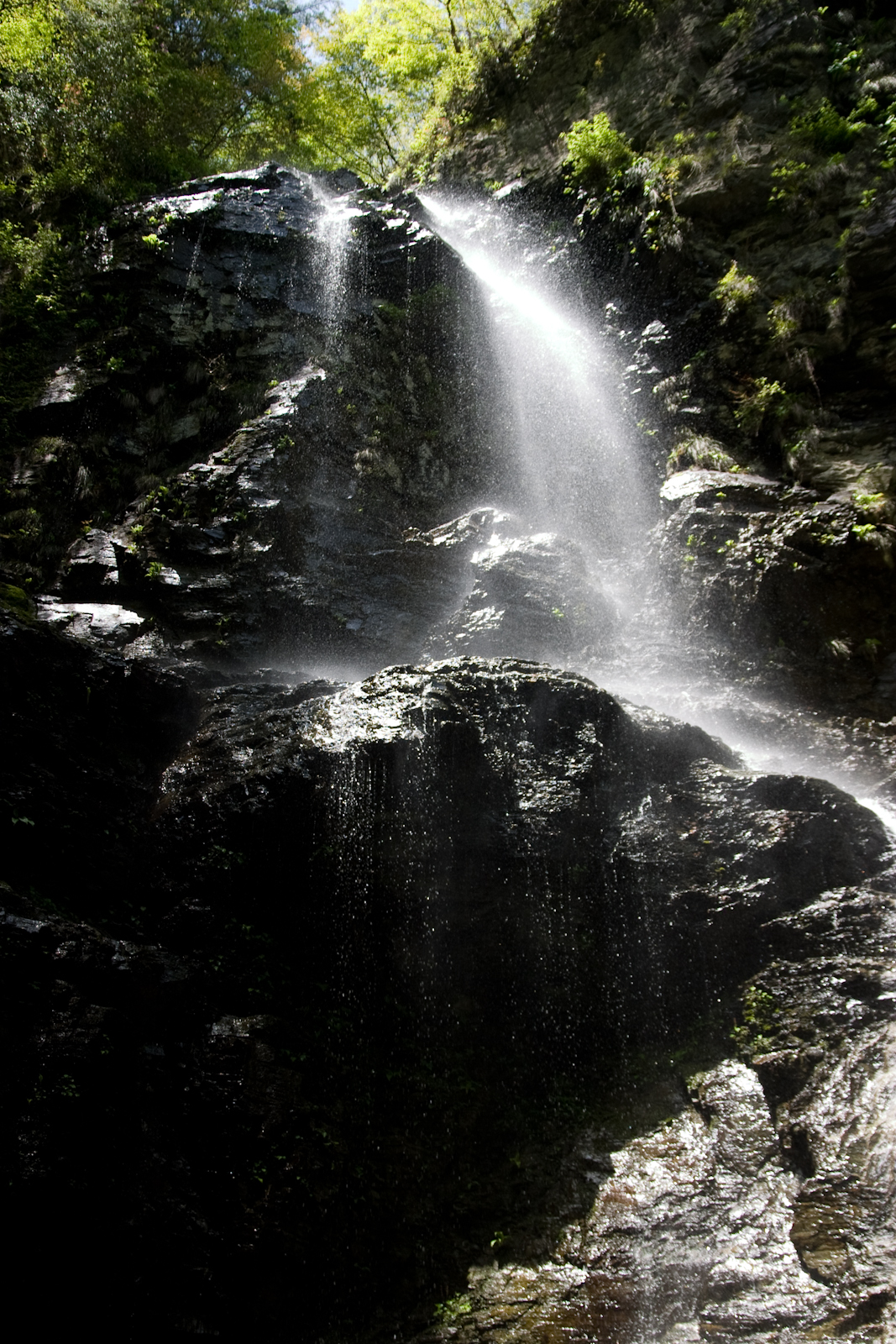
母衣暮露滝

### 公共施設
- 美郷ほたる館

### 社寺
- 広幡八幡神社
- 暮石八幡神社
- 平八幡神社
- 重楽寺
- 真福寺

### 名所
- 高開の石積み - にほんの里100選選定。
- 母衣暮露滝
- 堀割峠
- 倉羅峠
- 寒風峠

かつて存在した施設
- 吉野川市立美郷中学校
- 吉野川市立東山小学校
- 吉野川市立中村小学校
- 吉野川市立中枝小学校
- 吉野川市立種野小学校

- - 美郷地区内にあった中学校・小学校は全て閉校・休校し、美郷地区内の中学生は吉野川市立山川中学校の、小学生は吉野川市立高越小学校の、それぞれ山川町内に所在する学校の校区となっている。

## 交通

### 道路
国道
- 国道193号（倉羅バイパス）

都道府県道
- 徳島県道43号神山川島線
- 徳島県道245号二宮山川線
- 徳島県道250号三ツ木宮倉線

## 出身者
- 天野節 - 洋画家
- 後藤田正晴 - 政治家